# تووارنی
تووارنی (به لاتین: Tovarny) یک منطقهٔ مسکونی در روسیه است که در استان آستراخان واقع شده‌است.